# Alexander Grünwald
Alexander Grünwald (Klagenfurt, Austria, 1 de mayo de 1989) es un exfutbolista austriaco que jugaba de mediocampista.

## Selección nacional
Fue internacional con las selecciones sub-18 a sub-21 de Austria en 16 ocasiones anotando tres goles.

## Clubes
| Club                      | País    | Año       |
| ------------------------- | ------- | --------- |
| F. K. Austria Viena       | Austria | 2007-2008 |
| S. C. Wiener Neustadt     | Austria | 2008-2011 |
| S. V. Wienerberg (cedido) | Austria | 2009      |
| F. K. Austria Viena       | Austria | 2011-2022 |

## Palmarés

### Títulos nacionales
| Título     | Club                | País    | Año     |
| ---------- | ------------------- | ------- | ------- |
| Bundesliga | F. K. Austria Viena | Austria | 2012-13 |